# 四大 (會計師行)
四大会计师事务所（英語：Big Four Accounting Firms），是指四家最大的國際專業服務網路，由二戰後的八家大型会计师事務所（Big Eight）多次合併而成。他們一般被称为會計師事務所，但因業務逐漸擴及鑑證服務、稅務、管理顧問、咨詢、精算、企業財務、法律、工程造价服務等整合性的企業管理服務，因而逐渐被以「專業服務」公司稱之。有別於一般的跨國公司，全球各地的“四大”会计师事务所虽然使用相同的名称和商标，但并非属同一实体所有，彼此之间也无隶属关系，而是以全球化网络的组织形式，在总部的指导和协调下开展业务，各地成员所具有一定的独立性。
四大為绝大多数國際知名的上市公司提供財務審計服务，在全球專業服務業界形成寡佔。報導指出99%的富時100指數企業、以及96%的富時250指數企業的審計業務均由四大負責。
| 名稱     | 原名     | 收益(USD) | 職員數  | 每職員產生收益 | 財務年度 | 總部位置 | 來源  |
| -------- | -------- | --------- | ------- | -------------- | -------- | -------- | ----- |
| 德勤     | Deloitte | $37.6bn   | 334,800 | $142,174       | 2020     | 英國     | [ 2 ] |
| 普华永道 | PwC      | $43.0bn   | 284,000 | $151,408       | 2020     | 英國     | [ 3 ] |
| 安永     | EY       | $37.2bn   | 298,965 | $124,429       | 2020     | 英國     | [ 4 ] |
| 畢馬威   | KPMG     | $29.2bn   | 227,000 | $128,634       | 2020     | 荷兰     | [ 5 ] |

“四大”之外，还有许多业务和组织类似的会计专业服务网络，如BDO（BDO Global）、致同（Grant Thornton）、罗申美（RSM）、克罗全球（Crowe Global）等。

## 時代與變遷一覽表
| 編號 | 公司（1970－1989）     | 六大（1989－1998）                                        | 五大（1998－2002）                        | 四大（2002－）       |
| ---- | ---------------------- | --------------------------------------------------------- | ----------------------------------------- | -------------------- |
| 01   | Arthur Young & Company | ( Arthur Young & Company / Ernst & Whinney )              | 安永會計師事務所                          | 安永會計師事務所     |
| 02   | Ernst & Whinney        | 安永會計師事務所                                          | 安永會計師事務所                          | 安永會計師事務所     |
| 03   | 德勤會計師事務所       | ( 德勤會計師事務所 / Touche Ross / Haskins & Sells 加盟 ) | 德勤會計師行                              | 德勤會計師行         |
| 04   | Touche Ross            | Deloitte Touche Tohmatsu（德勤會計師行）                  | 德勤會計師行                              | 德勤會計師行         |
| 05   | 容永道會計師事務所     | 容永道會計師事務所                                        | ( 容永道會計師事務所 / 普華會計師事務所 ) | 普華永道會計師事務所 |
| 06   | 普華會計師事務所       | 普華會計師事務所                                          | 普華永道會計師事務所                      | 普華永道會計師事務所 |
| 07   | 畢馬威會計師事務所     | 畢馬威會計師事務所                                        | 畢馬威會計師事務所                        | 畢馬威會計師事務所   |
| 08   | 安達信會計師事務所     | 安達信會計師事務所                                        | 安達信會計師事務所                        | -                    |

## 八大（1970年－1989年）
自二戰後冒升的十大合併而成：
1. 安達信會計師事務所
2. Arthur Young & Company
3. 容永道會計師事務所
4. Ernst & Whinney
5. 德勤会计师事务所
6. Touche Ross
7. 毕马威會計師事務所
8. 普華會計師事務所

## 六大（1989年－1998年）
隨著競爭激烈，Arthur Young與Ernst & Whinney合併而成Ernst & Young（安永會計師事務所）；Deloitte、Haskins & Sells及Touche Ross合併成Deloitte Touche Tohmatsu（德勤會計師行），自此大幅拉開與二線（2nd Tier）會計師行的距離：
1. 安達信會計師事務所
2. 安永會計師事務所
3. 容永道會計師事務所
4. 德勤會計師行
5. 畢馬威會計師事務所
6. 普華會計師事務所

## 五大（1998年－2002年）
1998年7月容永道會計師事務所及普華會計師事務所所合併成普華永道會計師事務所：
1. 安達信會計師事務所
2. 安永會計師事務所
3. 德勤會計師行
4. 畢馬威會計師事務所
5. 普華永道聯合會計師事務所

## 四大（2002年－）
2001年底，安達信會計師事務所因安隆案而崩潰，業務分別被其餘大所購併（例如美國部份為安永所收購），但安達信管理顧問業務因在崩潰前分拆出Andersen Consulting（現稱埃森哲）而得以保留，成為商業顧問龍頭之一。
1. 普華永道聯合會計師事務所
2. 德勤聯合會計師事務所
3. 安永聯合會計師事務所
4. 畢馬威聯合會計師事務所

## 外部連結
- 官方网站 Deloitte
- 官方网站 Ernst & Young
- 官方网站 PriceWaterhouseCoopers
- 官方网站 KPMG